# Igreja de Nossa Senhora das Dores (Chamusca)

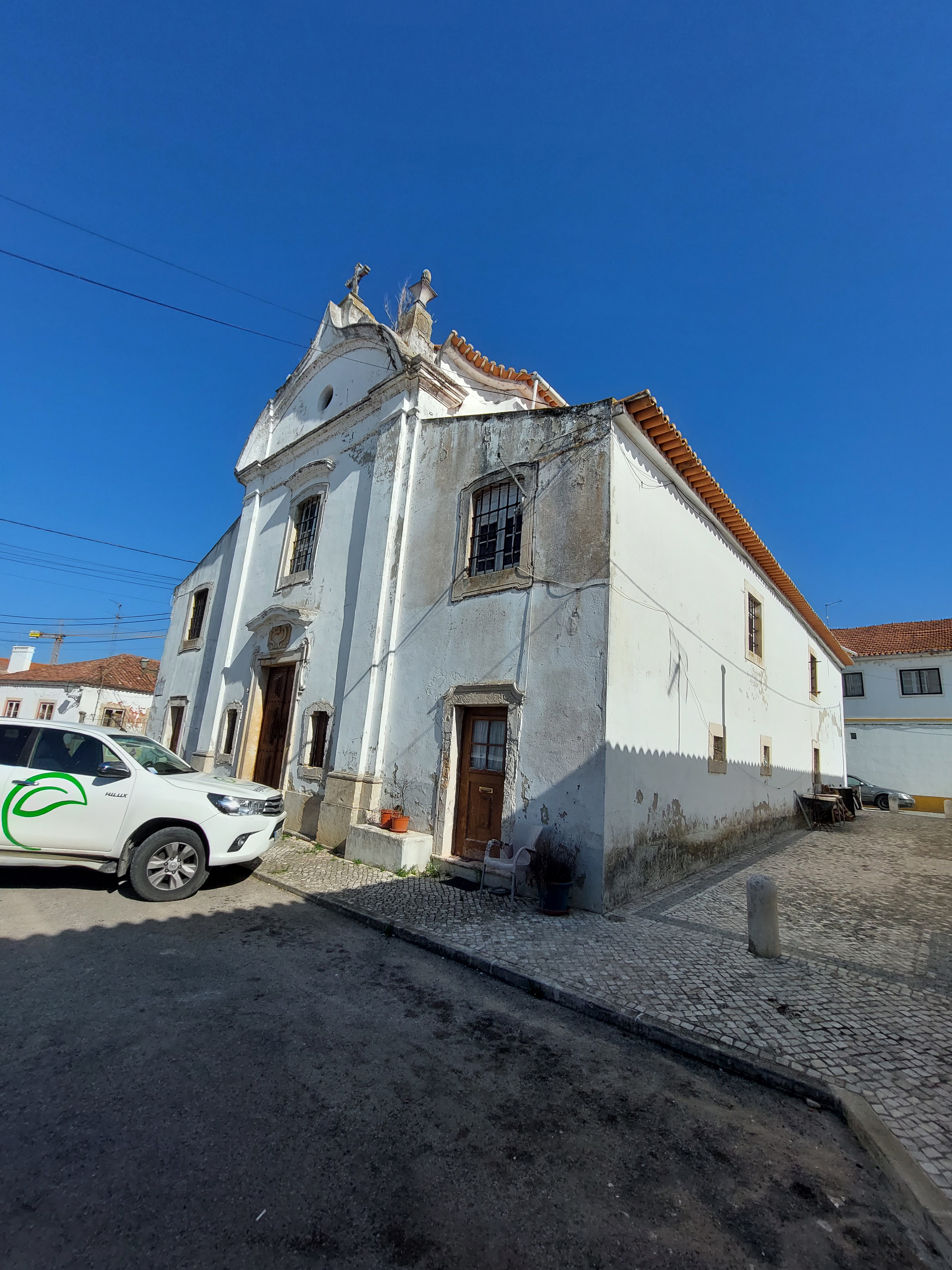
Capela de Nossa Senhora da Piedade e das Sete Dores

A Igreja de Nossa Senhora da Piedade e Sete Dores, também conhecida por Igreja de Nossa Senhora das Dores e Capela de Nossa Senhora da Piedade e das Sete Dores, encontra-se situada num dos locais mais típicos da vila da Chamusca.
Este templo data do século XVIII e tem uma arquitectura marcadamente popular.

## História
A igreja começou a ser erigida em 1753, tendo sido inaugurada em 1759, pois já em 1760 é referida pelo visitador do Patriarca de Lisboa. A sua fundação deveu-se à iniciativa de Manuel Roiz Laranjinha, um devoto chamusquense.
Para pagar a construção e os acabamentos que a igreja foi sofrendo após a inauguração (que totalizaram 3179$736), o fundador endividou-se de tal modo que teve de recorrer a peditórios e a receitas provenientes do jogo. Também com este fim, foi criada em 1760 uma congregação, a Confraria de Nossa Senhora da Piedade e Sete Dores, que aqui permaneceu instalada até à sua extinção, em 1836.
Nos anos seguintes à inauguração, continuaram as obras de melhoramentos, tendo em 1761 sido construída a casa do sacristão. No ano seguinte, foram pintadas as grades do coro e, já em 1767, as cantarias das janelas da fachada e da porta de nascente. Em 1770, a grade do coro é substituída e é construída a varanda do órgão.
Em 1773, são colocadas as grades nas janelas e, em 1775, é remodelado o altar-mor, com a introdução de variada ornamentação, sendo ainda colocados o púlpito e o órgão, entretanto já desaparecido. Estas obras foram executadas por Luís Caetano do Amaral, conhecido artista local que também interveio nas obras da Igreja de São Francisco.
O fundador da igreja é nela inumado em 1775, encontrando-se sepultado junto ao altar-mor. Em 1831, a posse da igreja passa para a Santa Casa da Misericórdia, que a mantém até 1842, ano que passa a pertencer à Paróquia de São Brás da Chamusca.

## Arquitectura e Arte Sacra
O templo, com uma arquitectura interior de inspiração rococó, é uma construção simples, com uma só nave de forma oval, tendo a capela-mor uma configuração rectangular, isto apesar de exteriormente todo o conjunto apresentar uma forma rectangular. O corpo da igreja é rodeado de anexos, que incluem a sala de reunião da confraria e a antiga casa do sacristão.
A nave é coberta por uma cúpula oval e está separada da capela-mor e do coro através de dois arcos, apoiados em pilastras toscanas. Sobre a porta principal, ergue-se o coro alto, com balaustrada de madeira, executada por marceneiros locais. A porta é ladeada por duas pias de água benta, em cantaria. Na parede da nave do lado da epístola, situa-se o púlpito, de caixa quadrangular em talha dourada sobre fundo pérola, com motivos em concha, e com uma base de cantaria. As paredes laterais da nave, junto ao arco que a separa da capela-mor, apresentam dois nichos.
A capela-mor é coberta por abóbada de arestas, encontrando-se no seu pavimento a sepultura do fundador, Manuel Roiz Laranjinha, e de sua mulher, datada de 1775. O retábulo do altar-mor é em talha dourada sob um fundo pérola, datando do século XVIII. Na tribuna do altar-mor, encontra-se uma imagem estofada e policromada de Nossa Senhora da Piedade e das Sete Dores, segurando ao colo o Senhor Morto. Para além desta, existem ainda imagens de Santa Ana com a Virgem Menina, nas peanhas laterais do altar-mor, e de São Miguel Arcanjo e de São José com o Menino Jesus, nos nichos das paredes laterais da nave.
O exterior do templo é tão simples como o interior, possuindo, sobre o portal, uma pedra quadrangular de cantos recortados com uma inscrição votiva, onde consta o nome do fundador e o ano em que a igreja foi aberta ao serviço religioso. O portal é encimado por um frontão semicircular, rasgado por um óculo.